# Мустафа I
Мустафа I (осман. مصطفى اول, трансліт. Mustafa-i evvel, тур. Birinci Mustafa; 24 червня 1591  — 20 січня 1639)  — 15-й і 17-й османський султан. Правив у період 1617–1618 та з 1622 по 1623.

## Життєпис
Народився у 1592 в Манісі. Був сином Мехмеда III, братом Ахмеда I. Під час правління Ахмеда I протягом 14 років знаходився в ізоляції в палаці Топкапи. Мустафа страждав на душевну хворобу і був нездатним до правління. Був лише знаряддям у руках придворних угрупувань.
26 лютого 1618 його скинули з престолу на користь племінника Османа II. У результаті заколоту яничарів, які скинули Османа II з трону, 19 травня 1622 знову став султаном (при цьому сам Мустафа заявив про небажання правити).
10 вересня 1623 його повалено вдруге на користь Мурада IV. Після цього до кінця життя знаходився в ув'язненні в палаці, помер 20 січня 1639.